# Bas Menting
Bas Menting ('s-Hertogenbosch, 27 augustus 1996) is een radio-dj die sinds 2016 werkt bij Radio 538.

## Loopbaan
Na zijn middelbare schoolcarrière aan het d'Oultremontcollege in Drunen studeerde Menting aan het Koning Willem I College in Den Bosch, waar hij de opleiding Film en Televisie deed, waarvoor hij onder andere stage moest lopen bij Omroep Brabant.

### Lokale omroepen
Na wat mislukte pogingen om een internetstation op te zetten kwam hij terecht bij Radio HTR, de lokale omroep van Heusden. Later schoof hij een gemeente op en kwam terecht bij OKÉFM. Enkele jaren daarna is hij gestart bij GlowFM, de jongerenzender van Eindhoven.

### Radio 538
Op 30 april 2016 werd bekend dat Menting door het vertrek van Dorus van Mosselveld een programma kreeg. Die presenteerde hij op zondagmorgen van 04.00 tot 08.00 uur. Per 24 oktober 2017 kreeg Bas Menting een nieuw programma op 538. Hij presenteerde zijn programma van maandag tot en met donderdag van 04:00 uur tot 06:00 uur.
Na een tijdje in de nacht radio te hebben gemaakt, kreeg Menting in 2018 weer de kans om op zondagochtend een radioprogramma te presenteren. Na bijna een jaar werd bekend dat de radiomaker moest stoppen met zijn omdat Niek van der Bruggen het programma mocht presenteren.
Na verschillende tijdsloten in de nacht te hebben gekregen bij de radiozender, presenteerde Menting sinds 28 april 2021 het radioprogramma 'Bas & Mart' op Radio 538 elke maandag tot en met donderdag tussen 21:00 uur en 00:00 uur
 Daarnaast was hij ook nog in het weekend te horen, elke zaterdag tussen 15:00 uur en 18:00 uur en ook opnieuw de zondagochtend tussen 08:00 uur en 12:00 uur.
In november 2021 veranderde de 538 programmering weer en presenteerde Menting zaterdag en zondagochtend tussen 6:00-10:00.
Sinds oktober 2022 presenteert Menting solo de avondshow tussen 21:00-00:00 van maandag tot en met donderdag. Ook presenteert hij de vrijdagavondshow tussen 19:00-22:00 samen met Dylan Boet.
Sinds januari 2024 presenteert hij samen met Dylan Boet een avondshow genaamd Bas & Dylan die te horen is van 21:00-00:00 en op vrijdag van 18:00-21:00.